# Sokoliv, Buceaci
Sokoliv (în ucraineană Соколів) este o comună în raionul Buceaci, regiunea Ternopil, Ucraina, formată numai din satul de reședință.

## Demografie
Componența lingvistică a comunei Sokoliv
     Ucraineană (100%)
Conform recensământului din 2001, toată populația comunei Sokoliv era vorbitoare de ucraineană (100%).